# Sedenia
Sedenia és un gènere d'arnes de la família Crambidae descrit per Achille Guenée el 1854.

## Taxonomia
- Sedenia achroa Lower, 1902
- Sedenia aspasta Meyrick, 1887
- Sedenia atacta (Turner, 1942)
- Sedenia cervalis Guenée, 1854
- Sedenia erythrura Lower, 1893
- Sedenia leucogramma Turner, 1937
- Sedenia mesochorda Turner, 1917
- Sedenia polydesma Lower, 1900
- Sedenia rupalis Guenée, 1854
- Sedenia xeroscopa Lower, 1900